# Gmail
Gmail (джимейл, [djimeil]) е безплатна услуга за уеб-базирана, POP и IMAP електронна поща на Google Inc. В Германия и Великобритания услугата е известна като Google Mail.
Услугата е известна с това, че предлага голямо и постоянно увеличаващо се пространство за съхранение на писма (първоначалният обем от 1 гигабайт е също голям за времето си). Това нарастване е обявено на 1 април 2005 г. като част от отпразнуването на първия рожден ден на Gmail.
Gmail използва всички нововъведения при уеб браузърите, като JavaScript и клавиатурни комбинации, които позволяват по-лесно управление, като в същото време запазва предимствата на уеб-базирано приложение. Gmail предлага и „класически HTML изглед“, който позволява достъп на потребителите от почти всеки компютър, дори и с по-стари браузъри.

## Специални качества
В сравнение със стандартните услуги за уеб поща, Gmail предлага редица функции и подобрения:
- Вграден чат: Съобщенията могат да се доставят не само чрез пощенски протоколи, но и чрез jabber, така че потребителите да могат да обменят незабавни съобщения.

- RSS поддръжка: Тя ви позволява да четете имейли чрез други RSS клиенти, като например персонализираните страници за търсене на msn.com, yahoo.com и самата google.com, Microsoft Deskbar. Това ви позволява да проверявате пощата си без да се свързвате с уеб интерфейса.

- Търсете съдържанието на имейлите и прикачените файлове: Позволява ви бързо да намерите правилния имейл за вашите ключови думи, което е изключително важно с голямото количество налична поща.

## Характеристики
Gmail съчетава в себе си голям брой оригинални нововъведения, както и значителни подобрения на стандартните за уеб-базираните пощи услуги.

### Седем гигабайта обем
От 1 април 2005 г. (първият рожден ден на Gmail), Gmail започва да предлага 2 гигабайта пространство, което оттогава постоянно се увеличава. Дори и първоначалният обем от 1000 мегабайта по време на обявяването на Gmail през 2004 г. е стотици пъти по-голям от обема на коя да е друга уеб поща. Google предлагат потребителите да „архивират“ вместо да изтриват старите си кореспонденции; Този обем е достатъчен да съхранява няколкогодишната кореспонденция на потребител, който използва често услугата, а технологията за търсене на Gmail позволява на потребителите лесно да претърсват архивите си.
Първоначално увеличението на пространството е от по един мегабайт на всеки 7,44 часа (или 7 часа, 26 минути и 24 секунди). Това означава, че обемът на пощата се увеличава приблизително със 134,4 килобайта на всеки час.

### Автоматично съхранение
В Gmail има добавена възможност за автоматично съхранение – система, която не позволява изгубването на информация в случай на срив на браузъра или някаква друга грешка. Тази възможност автоматично прави архивно копие на текущата „чернова“ всяка една минута.

### Клавиатурни комбинации
Gmail позволява на потребителите си да използват интерфейса чрез няколко клавиатурни комбинации като алтернатива на мишката. Тази възможност не е включена по подразбиране, но се предлагат инструкции как може да бъде активирана.

### Етикети вместо папки
Gmail позволява на потребителите да категоризират електронните си писма с „етикети“. Етикетите са удобен метод за категоризиране, тъй като едно писмо може да има няколко етикета (за разлика от другите услуги, при които едно писмо може да е само в една папка). Потребителите могат да визуализират всички писма с определен етикет и могат да използват тези етикети като критерий за търсене. Gmail позволява също така да се настроят филтри, които автоматично да добавят етикети на новопристигащите писма.
Потребителите могат да симулират функционалността на филтрирането по папки като добавят етикети и архивират новопристигналите съобщения.

### Многоезична поддръжка
Интерфейсът на Gmail поддържа 38 езика: бразилски португалски език, български, каталонски, китайски, хърватски, чешки, датски, холандски, британски английски, американски английски, естонски, фински, френски, немски, гръцки, хинди, унгарски, исландски, индонезийски, италиански, японски, корейски, латвийски, литовски, полски, румънски, руски, сръбски, словашки, словенски, испански, шведски, тагалог, тайски, турски, украински и виетнамски.

### Неактивни потребителски сметки
Всяка потребителска сметка, която не е била активна 9 месеца, се деактивира. Всички съхранени съобщения се изтриват и сметката се „рециклира“, което означава, че потребителското име се освобождава и може да се регистрира от друг потребител. Другите уеб-базирани пощенски услуги като Yahoo! и Hotmail имат подобна политика, но техният период е значително по-кратък.

### Сканиране за вируси
Gmail пусна в употреба нововъведение, което автоматично проверява цялата входяща и изходяща кореспонденция за прикачени файлове с вируси. Ако бъде открит вирус в прикачен файл, който потребителят желае да отвори, Gmail се опитва да почисти файла от вируса и зарежда вече изчистеното приложение. Gmail сканира и изходящите приложения и ако открие вирус, системата отказва да изпрати съобщението, докато не бъде премахнато заразеното допълнение; това е нововъведение, което се появява за пръв път при уеб-базираните електронни пощи. Въпреки антивирусната защита, някои файлови разширения (сред които .exe, .zip, .com) все още се блокират. Това прави Gmail неудобен за изпращане на програми на други потребители. Начин за избягване на това ограничение е да се промени разширението на файла (например на .txt) и да се изпрати така, като се уведоми получателя за смененото име, или като се пакетира файла в rar формат.

### Поща като плеър
Gmail е единствената поща, от която директно без допълнителен софтуер могат да се преглеждат/слушат съхранените (получените) файлове във формат mp3, pdf, `.doc` и други.

### Езици
- На 13 април 2005 г. Gmail става достъпен на няколко различни езика: Британски английски, нидерландски, френски, немски, италиански, японски, корейски, португалски, испански, руски и китайски.
- На 30 юни 2005 г. Gmail става достъпен на още 4 нови езика: датски, фински, полски и шведски.
- На 9 август 2005 г. Gmail става достъпен на нови 12 езика: български, хърватски, гръцки, унгарски, исландски, индонезийски, латвийски, сръбски, словашки, словенски, украински и виетнамски.
- В началото на септември 2005 г. Gmail става достъпен на нови 9 езика: каталонски, чешки, естонски, хинди, литовски, румънски, тагалог, тайски и турски.

#### Стилове за въвеждане на език
През октомври 2012 г. Google добави над 100 виртуални клавиатури, транслитерации и редактори на методи за въвеждане към Gmail, позволявайки на потребителите различни типове стилове на въвеждане за различни езици в опит да помогне на потребителите да пишат на езици, които не са „ограничени от езика на вашия клавиатура.“
През октомври 2013 г. Google добави поддръжка за ръкописно въвеждане в Gmail.
През август 2014 г. Gmail стана първият голям доставчик на имейл, който позволява на потребителите да изпращат и получават имейли от адреси с акценти и букви извън латинската азбука.

## Съревнование
След първоначалното съобщение на Gmail, много от вече съществуващите услуги за уеб-базирани пощи бързо увеличават обема на пощенските кутии. Например 30 дни след съобщението Hotmail от първоначално предлаганите от 2 MB до 25 MB започва да предлага 250 MB, докато Yahoo! увеличават обема от 4 MB на 100 MB. Пощенските кутии на Yahoo се увеличават още веднъж през април 2005 на 1 GB.

## История

### Смяна на името

#### Gmail в Германия
Немската версия на Gmail първоначално е известна като Gmail Deutschland. По-късно става ясно, че компанията Giersch Ventures държи търговската марка G-mail от 2001 година. Gmail е пощенска услуга в района на Хамбург.

#### Gmail във Великобритания
На 19 октомври 2005 г. версията на Gmail за Великобритания е преименувана на Google Mail поради проблем, подобен на този в Германия.

## Защита на личните данни
Скоро след пускането на услугата са отправени критики относно политиката на Gmail за защита на личните данни. Много от критиките са към изречения от тази политика, която посочва например, че Gmail ще съхранява всички съобщения за „известно време“, дори и онези, които са били изтрити или след премахване на съществуващата потребителска сметка и че Gmail ще разпространява лична информация (в това число и текста на съобщенията) ако това е „с добри намерения“. Според политиката за личните данни на потребителите, „Някои писма, изтрити от потребителите могат да останат до 60 дена на активните сървъри на Google или да не бъдат изтрити от резервните сървъри“.
Gmail сканира текста на електронните писма, с цел да добавя реклами, свързани с текста на писмото. Защитници на гражданските права настояват, че това поражда сериозни проблеми със сигурността на личните данни. С позволяването съобщенията да бъдат четени, дори и от компютър, естествено възниква въпросът не се ли отнема част от правото за неприкосновеност на личната кореспонденция. Още повече, че Gmail сканира и входящите съобщения, без да се съобразява с факта, че подателите им може и да не са съгласни с общите условия на Gmail. От своя страна, Google могат едностранно да променят тези условия, както и да съхраняват бисквитки на потребителските компютри, с цел по-късното идентифициране на потребителите.
Притеснителна е и липсата на обявени политики за съхраняване на получените данни, както и дали Google комбинира ключовите думи, извлечени от електронните писма, с тези от едноименната търсачка, с цел да събира информация за потребителски досиета. От Google отказват да отговорят колко дълго съхраняват получената за потребителите информация. Над 30 организации за защита на личната неприкосновеност и човешките права настояват Google да спре употребата на Gmail до изясняването на тези въпроси

### Gmail инструменти
- PhpGmailDrive by Rahat Ayub – A Popular freeware Gmail based online Storage system compliant to GmailFS.
- Gmail Bookmark – GMail Bookmark manages one's bookmarks and uses your Google GMail account as a storage.
- Gmail Notifier – Official Gmail Notifier program. Sits in system tray and checks email, shows snippets, and associates mailto: links (BETA).
- Gmail tools and plugins Архив на оригинала от 2006-01-04 в Wayback Machine.
- How to use Gmail as a second brain – Article on how to use Gmail for data and information storage and management – The Internet Archive version 27 February 2005
- GetByMail – Remote access and file sharing by mail software. GetByMail compatible with Gmail.
- G-Mailto – Associate mailto: email links on the web with Gmail.
- gDrive Архив на оригинала от 2006-01-01 в Wayback Machine. a PHP script to use gmail to store large files. major benefit being that users of all operating systems can access it.
- WebMailCompose Архив на оригинала от 2006-01-04 в Wayback Machine. – Mozilla Extension to associate mailto: email links with GMail (among other webmail services.)
- Google Mail Loader – Helps import one's existing email into Gmail.
- gExodus Архив на оригинала от 2006-01-03 в Wayback Machine. – Another tool to import existing email into Gmail.
- GTransfer – Service that transfers e-mails from other webmail services to Gmail
- libgmail is a Python API for writing programs that use Gmail
- Gmail S/MIME[неработеща препратка] is a Firefox extension bringing S/MIME encryption to Gmail.
- GmailFS Архив на оригинала от 2009-07-07 в Portuguese Web Archive provides a mountable Linux filesystem using libgmail and FUSE
- Gmail Drive provides a mountable Win32 filesystem using MS Windows
- GmailHost Архив на оригинала от 2006-01-13 в Wayback Machine.
- RoamDrive
- GTray[неработеща препратка].
- Gmail Agent API – Mail-notifier & address-importer.
- GetMail – Forward one's Hotmail or MSN emails to one's Gmail account.
- Mail::Webmail::Gmail – Perl module interface to Gmail.
- GMNotifier[неработеща препратка] – An unofficial Gmail Notifier program written in the .NET framework
- GMail API for Java(g4j) – A Java-based API for Gmail.
- GmailStatus GMail Notifier program for Mac OS X 10.3.x
- Goollery Архив на оригинала от 2004-11-14 в Wayback Machine. – Gmail-based photo gallery, allowing one to upload pictures from a website; the pictures are automatically stored in one's gmail account. Its not working as of 29 October 2005.
- GMail Wireless[неработеща препратка] – Allows one access to one's Gmail account using a wireless WAP phone
- KCheckGmail – GMail Notifier program for KDE 3.x
- GmailerXP – Allows for full control of Gmail accounts in windows. (Contact management, Labels, message browsing, etc.)
- Bypass Gmail Antivirus Scan – Send file attachments of any type (exe, dll, etc) with GMail
- Gmail Manager Архив на оригинала от 2009-07-06 в Wayback Machine. – Mozilla Firefox extension that allows you to manage multiple Gmail accounts and receive new mail notifications. Displays your account details including unread messages, saved drafts, spam messages, labels with new mail, space used, and new mail...
- Better Gmail 2[неработеща препратка] – Mozilla Firefox extension. A compilation of the best Greasemonkey enhancements for the NEW Gmail interface, compiled into one extension.
- Gspace Архив на оригинала от 2010-01-06 в Wayback Machine. – Mozilla Firefox extension. This extension allows you to use your Gmail Space (6 GB and growing) for file storage. It acts as an online drive, so you can upload files from your hard drive and access them from every Internet capable system.

### Често задавани въпроси
- Gmail – често задавани въпроси (неофициален сайт)
- Gmail – често задавани въпроси (официален)

### Блогове
- Why I Don't Do Gmail – Privacy Issues Examined Архив на оригинала от 2006-01-10 в Wayback Machine.
- Gmail Forum with over 10 000 users[неработеща препратка]
- Gmail Resource Blog Архив на оригинала от 2005-12-28 в Wayback Machine. – блог на Gmail Resource.
- Aimlesswords.com Архив на оригинала от 2006-01-05 в Wayback Machine..
- My Gmail.
- justinblanton.com Архив на оригинала от 2005-01-18 в Wayback Machine.
- GmailGems
- Gmail Maniacs Архив на оригинала от 2006-01-03 в Wayback Machine..
- GmailTools.com.
- Gmail autosave[неработеща препратка]